# Rodrigo Borja Cevallos
Rodrigo Borja Cevallos (Quito, 19 de junio de 1935) es un expolítico, jurista y abogado ecuatoriano. Fue presidente del Ecuador entre el 10 de agosto de 1988 y el 10 de agosto de 1992.
Su vida pública comenzó en 1962, al ser electo diputado. Posteriormente, lideró una corriente política disidente del Partido Liberal Radical Ecuatoriano, llamada Izquierda Democrática (ID). En 1970 regresó al parlamento, permaneciendo hasta 1972, cuando se instauró la dictadura civil de José María Velasco Ibarra. En el retorno a la democracia, fue el candidato presidencial de la ID en las elecciones de 1978, en las que obtuvo el cuarto lugar. En 1979, fue electo nuevamente como diputado y volvió a terciar en los comicios presidenciales de 1984. Fue el vencedor de la primera vuelta, sin embargo, perdió en el balotaje ante León Febres-Cordero. 
Fue finalmente electo en las elecciones de 1988. Su gobierno se enfocó en restituir los valores democráticos y liberales, realizando trabajo político de forma diplomática. Puso fin al autoritarismo del gobierno anterior y respetó a las otras funciones del Estado, con las cuales evitó enfrentamientos. Durante la presidencia de Borja se realizó un Paro Nacional Indígena, con el que Borja acordó la distribución de 1 700 000 hectáreas a los pueblos indígenas. Borja también impulsó la alfabetización y la educación bilingüe.
Tras su presidencia, se mantuvo activo en la política nacional, siendo uno de los protagonistas de la política nacional durante el resto del siglo XX, como figura máxima de la Izquierda Democrática, consolidada como uno de los principales partidos políticos ecuatorianos de aquella época. Volvió a ser el candidato presidencial de la ID en los comicios de 1998, obteniendo el tercer lugar. Para 2002, lanzó su quinta candidatura presidencial, quedando en aquella ocasión en el cuarto puesto. Tras esto, decidió retirarse de la política. Actualmente, se encuentra parcialmente activo en la academia, haciendo apariciones esporádicas, debido a su avanzada edad.

## Biografía
Hijo de Luis Felipe Borja del Alcázar y de Aurelia Cevallos Gangotena, hizo sus estudios primarios y secundarios en el Pensionado Borja y en el Colegio Americano de Quito, respectivamente. En la Universidad Central del Ecuador siguió la carrera de Ciencias Políticas y Sociales, en la que obtuvo la Licenciatura en 1958 y, dos años más tarde, un el Doctorado en Jurisprudencia. Cuando estudiante, fue presidente de la Asociación de Derecho de la UCE y ejerció el periodismo en la radio HCJB, la Voz de los Andes, y en el diario El Comercio de Quito, actividades que le permitieron solventar sus estudios.

Escudo de armas del Ducado de Gandía de los Borja o Borgia.

Es descendiente en línea agnaticia de Juan de Borja, II duque de Gandía, hijo del papa Alejandro VI, y de su esposa María Enríquez de Luna.
Luego del ejercicio público y político se dedicó a la cátedra en la Escuela de Derecho de la Facultad de Jurisprudencia de la Universidad Central del Ecuador por alrededor de 25 años dictando las cátedras de Ciencias Políticas y Derechos Constitucional, siendo autoridad en el marco del estudio de las normas constitucionales; así mismo a dictar conferencias acerca de la política y la sociedad a lo largo y ancho de todo el mundo, dedicándose íntegramente a la investigación sociocultural y política y de las diferentes ramas de las ciencias sociales .

### Matrimonio y descendencia
El 16 de diciembre de 1966, en la ciudad de Quito, contrajo matrimonio con Carmen Calisto Ponce, descendiente por línea materna de los Condes de Selva Florida. La pareja tuvo cuatro hijos, a saber:
- Gabriela Borja Calisto.
- María del Carmen Borja Calisto.
- Rodrigo Borja Calisto.
- Verónica Borja Calisto.

Su nieto Juan Manuel Correa, hijo de María del Carmen Borja Calisto, es piloto de automovilismo. Llegó a correr en Fórmula 2, ser miembro del Sauber Junior Team y piloto de desarrollo del equipo Alfa Romeo de Fórmula 1. Sin embargo, en su temporada debut en la Fórmula 2, con tan solo 21 años, se vio involucrado en un accidente en la Ronda de Spa-Francorchamps. En este el monoplaza de Correa impactó al del piloto francés Anthoine Hubert, Hubert moriría poco después del incidente y Correa sufriría numerosas secuelas. Tras una series de operaciones reconstructivas en las piernas y rehabilitación, en 2021 Juan Manuel se reincorporó al mundo del automovilismo pilotando en para ART Grand Prix en la temporada 2021 del Campeonato de Fórmula 3.

### Vida política
Justo antes de cumplir 27 años, fue elegido diputado al Congreso Nacional por la provincia de Pichincha en las elecciones del 3 de junio de 1962, en la lista del Partido Liberal, cuando ocupaba la Presidencia de la República Carlos Julio Arosemena Monroy. El golpe de Estado militar del 11 de julio de 1963 interrumpió su función de legislador. Esto obligó a Borja a dedicarse a la docencia, en la UCE, como catedrático en la rama de Ciencias Políticas. En 1966, ya desalojada del poder la Junta Militar y restaurada la institucionalidad civil, Borja fue seleccionado para formar parte de la Comisión Especial de Abogados encargada de asistir a la Asamblea Constituyente, elegida el 16 de octubre de aquel año con la misión de elaborar la nueva Carta Magna del país.

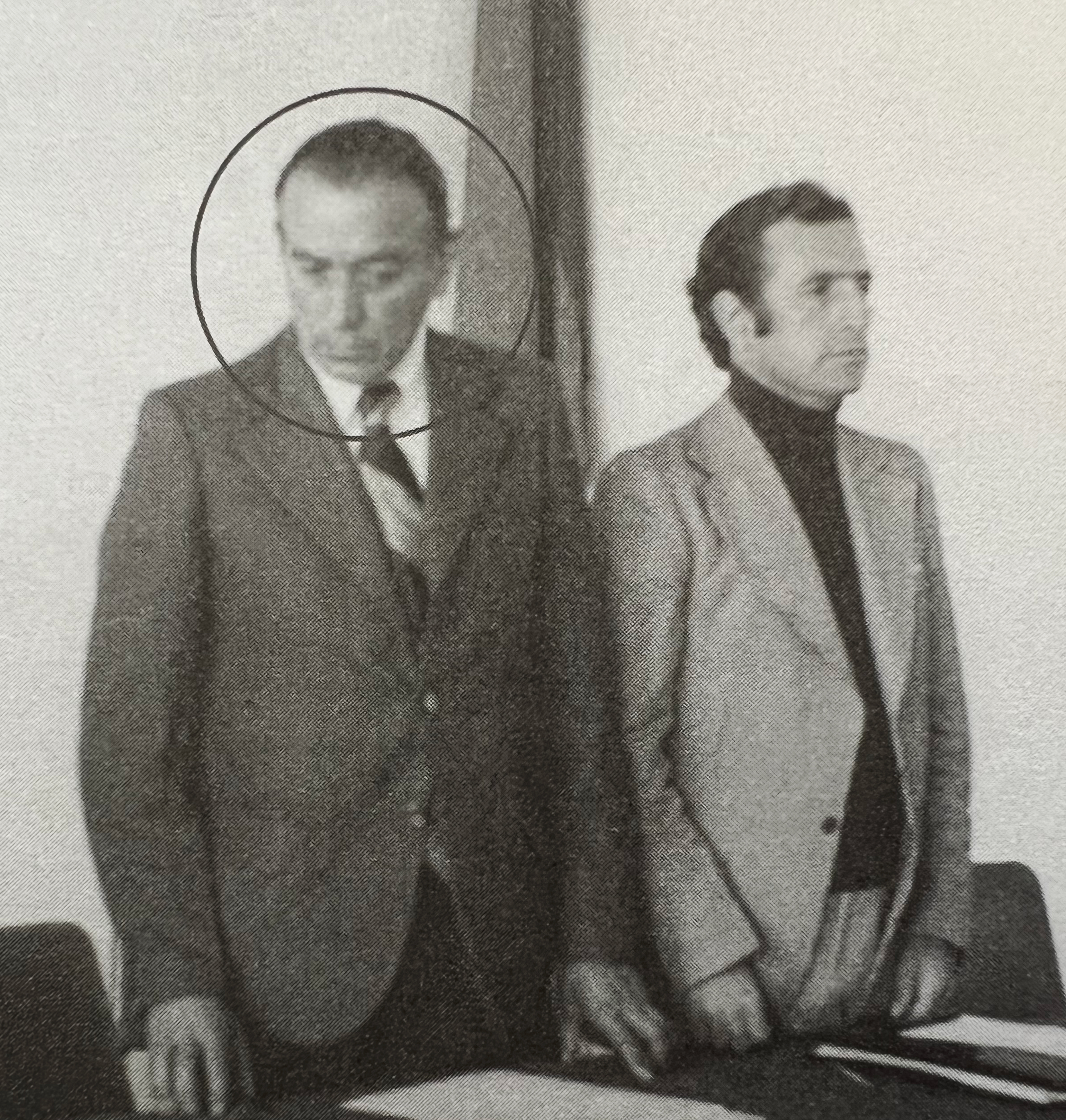
Precursores del partido Izquierda Democrática. Luis Alberto Costales y Rodrigo Borja Cevallos en 1970.

En 1968, fundó el partido de tendencia social demócrata Izquierda Democrática bajo la influencia de Olof Palme de Suecia, las crecientes ideológicas francesas y el Partido Socialista Obrero Español (PSOE) (España), lo acompañaron en este sueño Manuel Córdova, Luis Alberto Costales, René Astudillo, Edmundo Vera, Andrés Vallejo, Octavio Mancheno, Juan Neira, Cira Carlota de Vera, Gustavo, Homero y Freddy Espinoza, Guillermo Ortega, Alejandro Flores, y otros compañeros que tuvo en Borja a su principal dirigente e ideólogo.
Fue candidato presidencial de forma consecutiva en las elecciones presidenciales de 1979 por la recién formada Izquierda Democrática, no llegando a segunda vuelta, por lo que presentó su candidatura a diputado obteniendo un escaño. Lo intentó nuevamente en las elecciones presidenciales de 1984 por la ID en alianza con Pueblo, Cambio y Democracia. Pasó a segunda vuelta, pero perdió con su rival político León Febres-Cordero Ribadeneyra del Partido Social Cristiano (PSC). Lo intentó nuevamente en las elecciones presidenciales de 1988 venciendo a Abdalá Bucaram en las dos vueltas con facilidad.

## Presidencia del Ecuador

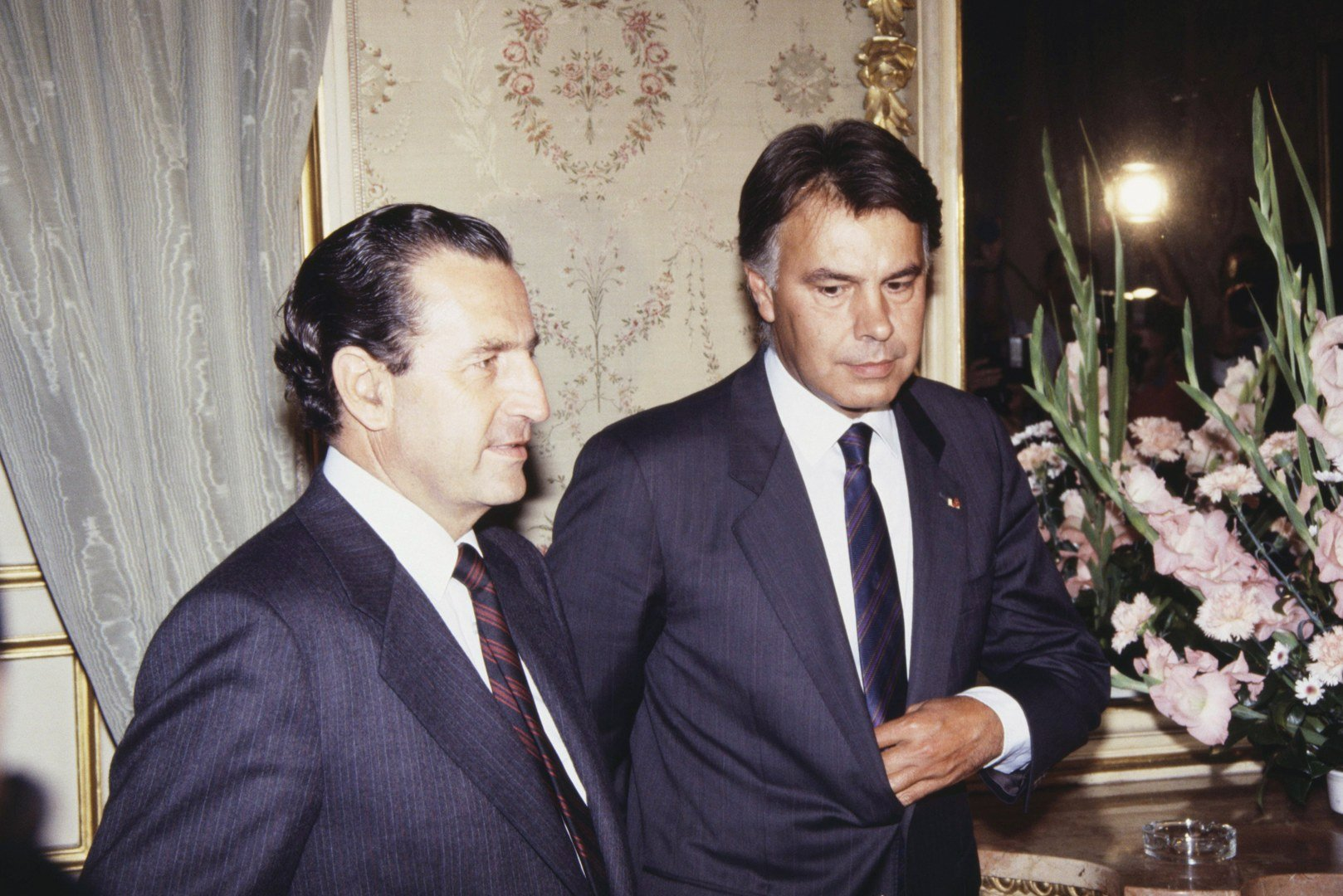
Rodrigo Borja fotografiado junto con Felipe González en el Palacio de El Pardo (septiembre de 1989).

El gobierno de Borja se enfocó en restituir los valores democráticos y liberales, realizando trabajo político de forma diplomática. Puso fin al autoritarismo y respetó a las otras funciones del Estado, con las cuales evitó enfrentamientos. Respetó e hizo respetar las normas de los Derechos Humanos, eliminó el Servicio de Investigación Criminal (SIC), denunciado como centro de torturas y creó la Oficina de Investigación del Delito, organismo técnicamente dotado para combatir prácticas antisociales y garantizar la seguridad del pueblo ecuatoriano. Un hecho de relieve en su gobierno fue el primer levantamiento indígena, cuando los indígenas de siete provincias cortaron carreteras, durante cuatro días en junio de 1990. Borja había reconocido la personería jurídica de la Confederación de Nacionalidades Indígenas (CONAIE) y esta, aprovechando el clima de libertad y tolerancia que reinaba, organizó el levantamiento para presionar por el estado plurinacional, territorios autónomos y mayores derechos para sus comunidades.
Elaboró un plan nacional de rehabilitación social dirigido a crear una infraestructura para superar las condiciones físicas, psicológicas y de insalubridad de los reclusos. Invirtió 2.300 millones de sucres en la construcción de nuevos centros de rehabilitación con talleres de trabajo y capacitación en distintas disciplinas. Logró la desmovilización del grupo “Alfaro Vive” y su posterior reincorporación a la actividad política legal, erradicando la violencia armada. Desmanteló el principal cartel de la droga denominado “Los Reyes Magos” y estableció mecanismos de cooperación internacional para combatir este delito de proyecciones universales, preservando la soberanía nacional. Desarticuló el movimiento sindical.
Impuso un estricto control al gasto público y a la emisión monetaria. Adoptó una política crediticia selectiva a favor de los sectores productivos de alimentos de consumo interno y de exportación. Reactivó la flota pesquera industrial del Ecuador y construyó el terminal marítimo de Esmeraldas.
Planificó y ejecutó la Campaña Nacional de Alfabetización Monseñor Leonidas Proaño, reduciéndose al 9.6 por ciento el índice de analfabetismo. Instituyó el Programa Nacional El Ecuador Estudia, para garantizar una permanente educación en los sectores marginados. De igual modo, estableció la Educación Preescolar No- Convencional, la Capacitación Ocupacional, el Desarrollo Cultural y Artístico y el Desarrollo Profesional, Científico y Tecnológico, los estudiantes recibían desayuno gratuito. Rellenó 800 hectáreas de superficie en los sectores sur y occidente de Guayaquil.
El gobierno de Borja se manejó con estabilidad política en un inicio, al tener mayoría parlamentaria, pudiendo ejecutar sus planes de gobierno sin problemas por los dos primeros años, pero el abandono de la coalición gobernante por parte de la Democracia Popular, que veía el deterioro del Gobierno por la continuada inflación de los precios, le hicieron perder la mayoría en el Congreso en el año 1990, lo que llevó a continuos juicios políticos a los ministros de Borja y a la inestabilidad del país. La popularidad de Borja se recuperó al final de su Gobierno sobre todo por el talante democrático y respetuoso de los derechos humanos y libertades.

### Caso Restrepo
En la presidencia de Rodrigo Borja se conforma una comisión internacional para investigar el caso Restrepo, la desaparición de los jóvenes Carlos Santiago y Pedro Andrés Restrepo Arismendi, nacidos en Quito de padres colombianos, ocurrida en el Gobierno de León Febres-Cordero Ribadeneyra. Dicha comisión presentó su informe ante el presidente de la República el 2 de noviembre de 1991, señalando la responsabilidad de la Policía Nacional y de las políticas represivas del Gobierno anterior. Posteriormente sería calificado como crimen de estado.
El 16 de agosto de 1991, se dicta la orden de detención en contra de Hugo España por encontrarse evidencia en su contra respecto del caso de la muerte de los hermanos Restrepo. 

## Vida pos-presidencia

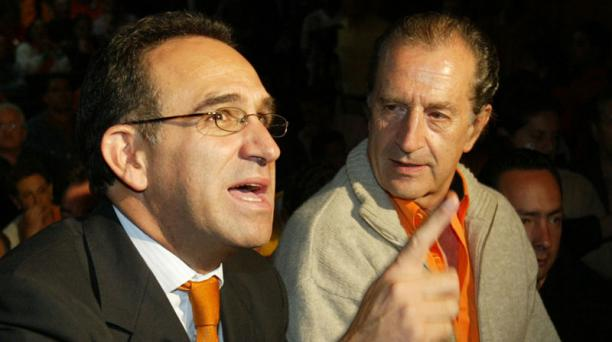
Rodrigo Borja junto con Ramiro González (izq.) en 2004.

Borja continuó activo en política por muchos años, siendo uno de los personajes principales en el derrocamiento de Abdalá Bucaram en el año 1997. Se enfocó en dirigir a su partido, la Izquierda Democrática, siendo candidato presidencial durante las elecciones presidenciales de 1998, quedando en el tercer lugar con un 16%. Lo intentó nuevamente en las elecciones presidenciales de 2002 quedando en cuarto lugar con un 14%. A partir de entonces se retiró de la vida política, dejando su puesto como presidente de la ID, partido político que continúa siendo uno de los más importantes del Ecuador.
En 2007, fue elegido Secretario General de la Unión de Naciones Suramericanas, aunque no ejerció el cargo por discrepancias con este organismo. Su retiro de la política le sirvió para volcarse a la actividad académica, dictando conferencias fuera del país, tanto en Europa como en América, y a escribir. En 2013 publica su Enciclopedia de Política, obra monumental, producto de muchos años de investigación, que ha tenido varias ediciones. Luego publica un libro de anécdotas de su vida pública en un volumen titulado Recovecos de la historia, que así mismo ha tenido varias ediciones. Es miembro de número de la Academia Ecuatoriana de la Lengua. 
En agosto de 2016, Borja apareció como invitado en la reinscripción de la Izquierda Democrática, pero aclaró que no se trataba de un reingreso a la vida política.

## Obras

Escudo como caballero de la Orden de Isabel la Católica.

Es autor de los siguientes ensayos y obras de referencia:
- Tratado de Derecho Político y Constitucional;
- Socialismo Democrático;
- La Ética del Poder;
- El Asilo Diplomático en América;
- La Democracia en América Latina;
- Derechos Humanos: una nueva perspectiva;
- Democracia y populismo
- La lucha de América Latina por la democracia;
- Enciclopedia de la Política
- Recovecos de la Historia
- Sociedad, Cultura y Derecho

Su libro más importante es la Enciclopedia de la Política, editada varias veces por el Fondo de Cultura Económica de México entre 1997 y 2012, que en su cuarta edición tendrá más de 7500 páginas. Dicha Enciclopedia fue fruto de las investigaciones y de la experiencia en el poder de Rodrigo Borja durante cuatro años como expresidente del Ecuador. 
La obra fue escrita en una etapa intensa de la vida internacional: el muro de Berlín había sido derrumbado, etapa final de la guerra fría y algunos conceptos que entraron en un proceso de revisión. Borja se encargó de recoger todos estos hechos en su obra y enriquecerlos con sus experiencias personales; la obra cuenta con acepciones políticas de las palabras, las cuales tienen la  significación o significaciones enfocadas en el ámbito de lo político.  Desde la perspectiva de las ciencias sociales, Borja se esfuerza por compaginar en su Enciclopedia teoría y praxis política.

## Méritos
- Gran Collar de la Orden Nacional de San Lorenzo, designada al Gran Maestre de la Orden de mayor rango en el Ecuador, presidida por el presidente de la República de turno.[30]
- Collar de la Orden de Isabel la Católica, concedida por el rey Juan Carlos I de España el 8 de septiembre de 1989.[31]
- Doctor honoris causa por La Sorbona de París, la Universidad de Buenos Aires, la Universidad de San Andrés de Bolivia, University of North Carolina en Asheville, Estados Unidos; la Universidad Nacional de Córdoba, Argentina; la Universidad Tecnológica de Santiago, República Dominicana; y la Universidad Ricardo Palma de Lima.[cita requerida]
- Profesor Honorario de la Universidad Nacional de Mar del Plata, Argentina y de la Universidad Autónoma de Santo Domingo, República Dominicana.[cita requerida]
- Profesor invitado de la University of North Carolina en los Estados Unidos de América.[cita requerida]

## Sucesión
| Predecesor: Raúl Baca Carbo     | Presidente Nacional de Izquierda Democrática 5 de febrero de 1982 - 1 de septiembre de 1984 | Sucesor: Xavier Ledesma      |
| Predecesor: León Febres-Cordero | Presidente de la República del Ecuador 10 de agosto de 1988 - 10 de agosto de 1992          | Sucesor: Sixto Durán-Ballén  |
| Predecesor: Luis Emilio Jarrln  | Presidente Nacional de Izquierda Democrática 18 de abril de 1997 - 19 de noviembre de 2004  | Sucesor: Guillermo Landázuri |